# 小林美奈 (バレエダンサー)
小林 美奈（こばやし みな、1991年10月22日 - ）は、日本のバレエダンサーである。5歳からバレエを始め、2008年にロシア国立ワガノワ・バレエ・アカデミーに入学した。2010年に同校を卒業し、その後ロシアやポーランドのバレエ団で舞台に立った。2014年に日本に戻り、同年8月にKバレエカンパニーにアーティストとして入団した。その後昇進を重ね、2018年9月にプリンシパル・ソリストに昇格した。2021年、NHK BSプレミアム・NHK BS4Kの「プレミアムドラマ」『カンパニー〜逆転のスワン〜』では、主要人物の1人である有明 紗良（ありあけ さら）を演じてテレビドラマ初出演を果たした。

## 経歴
山梨県の生まれ。両親はともにスポーツ選手だった。幼少時は外遊びを好むやんちゃな子供であった。
母の勧めでバレエを始めたのは、5歳のときだった。小林の母には彼女に新体操を習わせたいという思いがあり、その基本でもあるバレエを習得させようという考えであった。彼女の学んだユミクラシックバレエスタジオは、バレエコンクールへの入賞者を多く輩出している山梨県下で有数の存在であった。同バレエスタジオには、同時期に相原舞（アメリカン・バレエ・シアター）が在籍していて、互いに競い合うライバルとなり、そしてよい友人にもなった。
その後彼女はバレエの衣装の可愛らしさやトウシューズへの憧れからバレエを習い続けた。もともと活発な性格の彼女は、バレエのレッスンでもジャンプや回転など動きのあるパを好み、特にピルエットはずっと練習していた。
小林がプロの道を志す契機は、中学3年生のときに訪れた。ワガノワ・バレエ・アカデミーが日本で毎年開催している留学生オーディションに合格し、高校生のときにロシアでバレエを学ぶことになった。
同校のレッスンは厳しいもので、最初は指導者から注意すらされずにかえって辛いものがあったという。最初は言葉の壁に加えて、ロシア人のスタイルの良さを目の当たりにして落ち込んでいた。彼女は苦境のただ中にあっても、「こんなことで落ち込んでいたらここまで来た意味がない」と前向きな考えを持ち続けた。
小林は自身の得意分野であるバレエのテクニックをさらに伸ばすように努力を続け、身体のラインはクラスメイトを手本にして研究した。自分をアピールするために、常に指導者の眼が届く範囲でのレッスンを心がけていると、その努力が認められて上半身の使い方や腕の運び方などを教えてもらえるようになった。2010年に同校を卒業し、卒業公演ではマリインスキー劇場にて『パリの炎』を踊った。
小林には海外のバレエ団で舞台に立ちたいという思いがあり、2010年10月にロシアのサンクトペテルブルク・バレエシアター（タチキン・バレエ）に入団した。タチキン・バレエはツアー公演がとても多く、充実した日々を送ることができた。タチキン・バレエ在団中に日本ツアーがあり、『白鳥の湖』でパ・ド・トロワを踊ったことも良い思い出になった。
2011年9月、ポーランドのオペラノヴァ・ビドゴシュチバレエ団に移籍した。バレエ以外にオペラやミュージカルも上演する劇場だったため、小林の初舞台はミュージカル『マイ・フェア・レディ』だった。
2014年、小林は日本への帰国を決意した。留学時代を含めて約7年間日本国外で踊っていた彼女は、両親を始めとして彼女を支え続けてきた人々に自分の踊りを観てほしい、そして踊りで恩返しをしたいと願いがその決意の中にあった。同年8月、Kバレエカンパニーにアーティストとして入団した。
2015年8月にソリストに昇進し、翌年5月の公演『海賊』ではグルナーラ役でニーナ・アナニアシヴィリと共演した。その後も昇進を重ね、2017年9月にファースト・ソリスト、2018年9月にプリンシパル・ソリストに昇格した。
2021年3月のKバレエカンパニー公演『白鳥の湖』で、小林は初日を含めて2回主役のオデット＝オディールを踊ることになった。同カンパニーでは看板ダンサーの中村祥子、宮尾俊太郎などが相次いで退団して世代交代を迎えつつあり、小林への期待は大きいものがあった。彼女も「演じる度に成長できる大切な役。（中略）私なりの表現をぶれずに探していきたい」と意欲を語っている。彼女はKバレエスクール ティーチャーズ・トレーニングコースを修了し、同校にてバレエ指導も務めている。

## 主なレパートリーと評価など
小林はKバレエカンパニー入団以来、数々の舞台で主役など重要な役を踊り演じている。同カンパニーでの主な出演作として、熊川哲也版『ロミオとジュリエット』のジュリエット、『コッペリア』のスワニルダ、『白鳥の湖』のオデット＝オディール、パ・ド・トロワ、2羽の白鳥、『ドン・キホーテ』のキトリ、メルセデス、森の女王ほか、『海賊』のグルナーラとパ・ド・トロワ、熊川哲也版『くるみ割り人形』のマリー姫、雪の女王ほか、そして『ジゼル』のミルタなどが挙げられる。初演キャストとなった作品には、宮尾俊太郎振付『Piano Concerto Edvard』がある。
小林の踊りの特質として、高度で堅実な舞踊技巧が挙げられる。そこに、『コッペリア』のスワニルダで見せたような役柄の的確な解釈と演技が加わっている。『コッペリア』の舞台では、素早い足さばきとトリプルを加えた難度の高い回転技などで、ヒロイン・スワニルダの快活な魅力を舞台上に描き出して称賛された。
前節で触れたとおり、2016年5月に『海賊』でニーナ・アナニアシヴィリと共演した際には「とにかくうれしかった」と述べている。グルナーラの役を得た上に、憧れのアナニアシヴィリとともに舞台に立つことは「驚きも二倍だった」という。同年12月には、『白鳥の湖』でいつか踊りたいと願っていた黒鳥オディール役に配役された。オディールは普段の彼女とは異なるキャラクターであるが、「自分なりに演じることはできたのかなと思っています」と自己評価している。

## ドラマ出演
小林はNHK BSプレミアム・NHK BS4Kの「プレミアムドラマ」『カンパニー〜逆転のスワン〜』（2021年1月10日-2月28日放送）で、敷島バレエ団のプリマ・バレリーナ、有明 紗良（ありあけ さら）役を演じてテレビドラマ初出演を果たした。
ドラマ出演の話があったときは、Kバレエカンパニー内で3人ほど候補がいたという。候補たちは、劇中の一コマからセリフを言うというオーディションを受けた。小林は「落ちたとしても良い経験になる」との思いでオーディションに挑み、その結果紗良役を演じることになった。
小林は紗良について「（バレエ団の）プリンシパルという立場にしっかりと責任と自覚を持っている人です。（中略）いつも凛として、強い意志を持った女性だと思います」と分析した。その上で自身と紗良との比較として「バレエに対する気持ちは似ていますが、性格は紗良ほどきつくないかな」と続けた。言いたいことをずばりと言い、嫌なことはきっぱりと拒絶する紗良に対して、小林は「わりと自分の中で消化してしまうタイプ」のため、紗良のように言いたいことをはっきり言ってみたいと演じながら思っていた。そして自身とは違う人格だからこそ、演じていて面白いと感じていた。
演技に取り組む際、自分の声について客観的に聞くことはできないと考えた小林は、紗良のセリフを録音して聞いてみたり、自身のセリフの前後について状況を把握したりなどの工夫を重ねた。ただし、実際の撮影現場で求められる演出が自身の考えと相違することもあるので、臨機応変な対応も心掛けていた。
演技については、ドラマの中でそれまでほとんど笑顔のなかった紗良が少しだけ笑顔を見せて喜ぶシーンを演じる際に（どこまで感情を出していったらいいだろう?）と悩んだという。そんな彼女にアドヴァイスを与えたのは、黒木瞳（敷島バレエ団主宰者・敷島瑞穂役）だった。黒木のアドヴァイスは「最初に最大限出してみて、そこから削っていって、ちょうどいいペースやボリューム、声色にしていけばいい」というものだった。彼女はドラマ出演の経験を通して大変勉強になったといい、「今後バレエでも、まるで言葉で伝えているようにお客様に感じていただけるマイムや顔の表情を研究していきたいです」とインタビューに答えている。